# Sažije
Sažije is een plaats in de gemeente Brestovac in de Kroatische provincie Požega-Slavonië. De plaats telt 29 inwoners (2001).